# Крейг, Джеймс, 2-й виконт Крейгавон
Джеймс Крейг, 2-й виконт Крейгавон (англ. James Craig, 2nd Viscount Craigavon; 2 марта 1906 — 18 мая 1974) — британский наследственный пэр, заседавший в Палате лордов.

## Биография
Родился 2 марта 1906 года. Старший сын Джеймса Крейга, 1-го виконта Крейгавона (1871—1940), первого премьер-министра Северной Ирландии, и Сесил Мэри Ноуэлл Деринг Крейг (1883—1960).
24 ноября 1940 года после смерти своего отца Джеймс Крейг унаследовал титулы 2-го виконта Крейгавона из Стормонта в графстве Даун и 2-го баронета Крейга из Стормонта в графстве Даун, став членом Палаты лордов Великобритании.
Он получил образование в Итонском колледже и служил в Королевском флоте, носил звание лейтенант-коммандера. Позже он работал офицером по связям и развлечениям на Orient Line и Peninsular and Oriental Steam Navigation Company на ее линейных, круизных и кругосветных путешествиях.

## Личная жизнь
22 ноября 1939 года лорд Крейгавон был женат на Анджеле Фионе Тэтчелл (1918 — 6 ноября 2007), дочери Перси Тэтчелла. У супругов было трое детей:
- Достопочтенная Джанита Стормонт Крейг (род. 31 августа 1940)[1], в 1965 году вышла замуж за Гордона Роберта Макиннеса, от брака с которой у неё было трое детей.
- Джаник Фрейзер Крейг, 3-й виконт Крейгавон (род. 9 июня 1944)[1], сын и преемник отца.
- Достопочтенная Джакаранда Фиона Крейг (род. 8 января 1949)[1], в 1972 году вышла замуж за Дадли Фрэнсиса Макдональда, с которым развелась в 1983 году. У них было двое детей.